# Публий Рутилий Руф
Публий Рутилий Руф (на латински: Publius Rutilius Rufus; * 158 пр.н.е.; † 78 пр.н.е., Смирна) e римски политик на късната Римска република оратор и историк.

## Биография
Руф е син на Публий Рутилий, народен трибун 169 пр.н.е. от фамилията Рутилии. Той е по-далечен чичо на Гай Юлий Цезар.
Публий Рутилий е военен трибун през 134 – 132 пр.н.е. в Испания при Сципион Емилиан. През 118 пр.н.е. е претор, през 113 пр.н.е. посланик на Крит, от 109 до 97 пр.н.е. успешен легат при Квинт Цецилий Метел Нумидийски в Югуртинската война.
През 105 пр.н.е. Руф става консул заедно с Гней Малий Максим и организира защитни мерки след загубата на битката при Аравзио против тевтоните и кимврите.
Той е от най-важните съдружници на Гай Марий, когато е консул (104 – 100 пр.н.е.).
През 94 пр.н.е. става легат в провинция Азия при управителя на провинцията Квинт Муций Сцевола. Поради строгостта си към събирачите на данъци и кражбите на обществени средства от управителите, през 92 пр.н.е е осъден по измислени обвинения на изгнание и отнемане на римското гражданство. Той отива в изгнание в Смирна в Мала Азия, където е попсрещнат радушно от местното население и дори му е гласувана месечна издръжка. Малко преди да умре е посетен от Цицерон. Рутилий Руф умира през 78 пр.н.е. в Смирна.
Рутилий Руф изучава стоицизъм и при Панетий Родоски. Той пише историческо произведение и своята автобиография.